# Petiville (Seine-Maritime)
Petiville ist eine französische Gemeinde mit 1.179 Einwohnern (Stand: 1. Januar 2022) im Département Seine-Maritime in der Region Normandie. Sie gehört zum Arrondissement Le Havre und zum Kanton Port-Jérôme-sur-Seine (bis 2015: Kanton Lillebonne). Die Einwohner werden Petivillais genannt.

## Geographie
Petiville liegt etwa 34 Kilometer ostsüdöstlich von Le Havre im Pays de Caux und an der Seine, die die südliche Gemeindegrenze bildet. Petiville wird umgeben von den Nachbargemeinden Port-Jérôme-sur-Seine im Norden, Saint-Maurice-d’Ételan im Osten, Vieux-Port im Süden und Südosten, Trouville-la-Haule im Süden sowie Saint-Aubin-sur-Quillebeuf im Westen.

## Bevölkerungsentwicklung
| 1962                      | 1968 | 1975 | 1982 | 1990 | 1999 | 2006 | 2013 |
| ------------------------- | ---- | ---- | ---- | ---- | ---- | ---- | ---- |
| 629                       | 765  | 980  | 922  | 970  | 982  | 1282 | 1074 |
| Quelle: Cassini und INSEE |      |      |      |      |      |      |      |

## Sehenswürdigkeiten
- Kirche Saint-Martin